# Cyperus swartzii
Cyperus swartzii là loài thực vật có hoa trong họ Cói. Loài này được (A.Dietr.) Boeckeler ex Kük. mô tả khoa học đầu tiên năm 1926.